# Ahmose Pennejbet
| N11 | F31 | S29 | A52 | D&d | t | w | p · n | M22 | W24 · t | b | A52 |

| N11 | F31 | S29 | A52 | D&d | t | w | p · n | M22 | W24 · t | b | A52 |

Ahmose Pennejbet o Amosis Pennejeb (Ahmose Pen-Nejbet, "El de la diosa Nejbet"), fue un soldado egipcio de principios de la dinastía XVIII, que se distinguió en las guerras libradas por los primeros soberanos del Imperio Nuevo y que llegó a convertirse en sus años de madurez, en un alto funcionario de la corte y preceptor de los niños reales. En su tumba escribió su autobiografía.

## Autobiografía en su tumba
Las inscripciones autobiográficas en su tumba EK2 de El Kab (la antigua ciudad de Nejeb) narran acontecimientos donde participó exitosamente y son importantes para la comprensión de la historia del Imperio Nuevo temprano, aunque menos detalladas que las de su contemporáneo Ahmose, hijo de Abana. 
Allí describe su carrera como soldado de infantería comenzando por su primer combate bajo el rey Ahmose I y participando en el asedio a Sharuhen en el desierto del Néguev, para seguir combatiendo a los hicsos y avanzando con el rey hasta Dyahi.

"Yo seguí a Ahmose triunfante. Capturé para él, en Dyahi, un prisionero vivo y una mano. No me separé del rey en el campo de batalla desde [los tiempos de] Ahmose triunfante, hasta Tutmosis [II] triunfante."

Con Amenhotep I, combate en el país de Kush y recibe 'el oro del valor' por sus valientes acciones. Bajo Tutmosis I siguió luchando en Nubia y participó en la campaña contra Mitanni, por lo que recibió numerosas recompensas. Probablemente también acompañara a Tutmosis II en una  campaña en Asia, pero de la que no se dispone ninguna otra fuente. Su último servicio como militar, bajo Tutmosis III fue combatir a los shasu del sur de Palestina por lo que recibió las más valiosas recompensas reales.
Alcanzó una buena vejez y Tutmosis I lo nombra tutor de su hija Hatshepsut, y al final de su larga vida, todavía tiene el honor de ser el 'padre adoptivo' de la hija de esta, Neferura. Murió durante el reinado de Tutmosis III, habiendo servido bajo cinco reyes sucesivos, todos citados en su autobiografía.
Tuvo muchos cargos como supervisor del sello que repite capturas, gobernador, tesorero jefe, heraldo de su señor, portador del sello real, primer hijo real de Nejeb, padre nutricio de Neferu-Ra y mayordomo jefe de los almacenes.
Se hace mención en su tumba a su hermano Jaemuaset y a su esposa Ipu, quien es probable que fuera la niñera real homónima, madre de Satiah, esposa de Tutmosis III.
Sobre su carrera en el ejército, y los cargos posteriores, confiesa finalmente:

"Yo seguí a los reyes del Alto y del Bajo Egipto y a los dioses; yo fui efectivo junto a ellos cuando marcharon por los países extranjeros del norte y del sur, en todo lugar que ellos estuvieron...Alcancé una buena vejez y obtuve del rey vida, como favores de sus majestades. Fui amado en el palacio,...y la esposa del dios, la gran reina Maatkara, justificada, reiteró los favores hacia mí. Yo crie a su hija mayor, la hija del rey, Neferumaatra, justificada,...